# Blue Jasmine
Blue Jasmine este un film american din 2013 regizat de Woody Allen.

## Rezumat
Filmul este povestea decăderii unei femei mondene și cosmopolite: Iasmina. El începe odată cu cursa de avion, clasa întâi, în care ea călătorea de la New York la San Francisco, la sora ei adoptivă, Ginger. Aceasta locuia, împreuna cu cei doi copii ai ei, într-un apartament modest.
Deși ea răsplătește regește pe taximetristul care a transportat-o de la aeroport, și deși toate valizele ei fuseseră cumpărate la Louis Vuitton, comportamentul ei vădește o stare mentală labilă. De-a lungul întregului film viața ei este prezentată în crâmpeie de flashback. Povestea tristă a ei și a soțului ei Hal, care a fost arestat și s-a spânzurat în închisoare, este dezvăluită treptat spectatorului.
La scurtă vreme după sosirea Iasminei în apartament se derulează primul flashback. Ginger și Augie, soțul lui Ginger, cu maniere și vocabular proletare, îi vizitează pe Iasmina și Hal la New York. Ei sunt foarte stânjeniți de apariția cuplului din San Francisco, și încearcă să îi țină cât mai departe de angajamentele lor mondene, însă Hal se arată subit interesat de recentul câștig la loterie al lui Augie, care la sugestia Iasminei și insistențele lui Ginger consimte să încredințeze banii lui Hal, pentru a fi investiți de acesta după cum crede el de cuviință. Pe de altă parte, Ginger îl vede pe Hal sărutând în plină stradă o femeie tânără și frumoasă, pe care o vede apoi la recepția soților din aceeași seară. Ea face aluzii Iasminei în legătură cu cei doi, care e evazivă și dă impresia că nu o interesează aventurile extraconjugale ale lui Hal.
La San Francisco, fără bani, fără profesie (Iasmina abandonase colegiul în ultimul an de studiu ca să se căsătorească cu Hal), Iasmina vrea să se califice în decorații interioare și în acest scop se înscrie la un curs de computere. În paralel, pentru a-și câștiga existența, și în afara permanentelor libații cu vodcă nediluată, ea se angajează ca secretară la un dentist. Acesta are însă un comportament necorespunzător, propunându-i să întrețină relații sexuale; Iasmina demisionează, jignită. Ginger, care divorțase de Augie atunci când banii investiți cu Hal se evaporaseră, acceptă curtea lui Chili, un mecanic auto. Ginger nu reproșează Iasminei pierderea banilor de către Hal, și așa se explică faptul că o primește în gazdă în modestul ei apartament.
Iasmina are dificultăți de adaptare la noile condiții de viață: îi spune lui Ginger că Chili e un ratat, iar când Chili îi spune că soțul ei a fost un escroc (potrivit informațiilor furnizate copios de Ginger, care era „prietena” amândurora), se ceartă cu el, lasă permanent să îi scape descrieri ale vieții minunate din „Europa” - Paris, St. Tropez - descrieri care erau tot atâtea referințe, pentru sora ei adoptivă și amantul ei, la banii necinstiți manipulați de Hal. Ia permanent neuroleptice ca să se calmeze, de cele mai multe ori cu alcool. Totuși, la un moment dat, ea are speranțe serioase de redresare. La invitația unei colege de curs, Iasmina și Ginger se duc la o sindrofie...
Ambele întâlnesc bărbați care le fac să spere la o condiție socială superioară. Ginger întâlnește un inginer de sunet cu care întreține imediat relații sexuale de două ori, până când acesta îi spune că e căsătorit; atunci ea se întoarce pocăită la Chili. Iasmina întâlnește pe Dwight Westlake, un membru al corpului diplomatic, atașat la ambasada din Viena și în concediu la San Francisco, orașul lui natal. Dwight aspiră la un fotoliu de deputat în parlamentul californian. Cum Iasmina i se prezentase ca văduva unui chirurg decedat în urma unui atac de cord (sic), specialistă în decorații de interioare (sic!), Dwight o conduce la vila pe care tocmai o cumpărase, și Iasmina este entuziasmată de casă și de terasa spațioasă la golful San Francisco, din spatele vilei. Și ei devin amanți și Dwight o cere în căsătorie. Erau tocmai pe cale să intre la un bijutier, gata să cumpere inele de logodnă cu diamante „nu cu mult mai mici decât diamantele Coroanei Britanice”, când Augie, fostul ei cumnat, îi oprește și îi reamintește Iasminei că fostul ei soț a fost un escroc care s-a sinucis, și că fiul ei - fiul ei vitreg, va căuta Iasmina să se dezvinovățească mai târziu, printre lacrimi - este angajat la o prăvălie de chitare de mâna a doua, în Oakland, destul de aproape.
Dwight o somează să îi spună de ce l-a mințit, dar Iasmina se pierde cu firea, și în schimbul rapid și furios de replici care urmează, ea amestecă trecutul cu prezentul, reproșându-i lui Dwight „curviștina lui franțuzoaică”, o aventură, de fapt, atribuibilă lui Hal. Apoi îi cere lui Dwight, plângând, să o lase să coboare din mașină. Dwight se consideră înșelat și nu o compătimește, nici consolează. Iasmina, distrusă, merge să ceară ajutorul fiului ei vitreg, Danny, la butica de ghitare din Oakland. Danny o respinge imediat, spunându-i că ea l-a denunțat pe Hal la poliția federală (FBI), și că deși îl condamnă pe tatăl lui ca fiind un escroc, o condamnă și mai mult pe ea, și că nu vrea să o mai vadă în viața lui.
În ultimul flashback new-yorkez spectatorului i se revelează motivul comportamentului bizar al Iasminei. După ce aceasta este informată de o cunoștintă, cu nume și date, de aventurile soțului ei, acesta se prezintă într-o bună zi și admite cu nonșalantă că a avut mai multe aventuri extraconjugale, dar legătura în care e implicat acum este serioasă și că dorește să divorțeze. După ce acesta părăsește domiciliul conjugal, Iasmina îl denunță autorităților, și in cursul anchetei declanșate de arestarea lui Hal (și sinuciderea lui în închisoare), ei pierd toate bunurile imobile și aproape toate cele mobile (bijuteriile și blănurile Iasminei). Așa se face că un act perfect justificat din punct de vedere legal și moral are consecințe dezastroase din punct de vedere al statutului ei social, banii sorei ei fiind, în plus, confiscați odată cu ai lor. Danny, care la momentul arestării era student la universitatea Harvard, pe care o abandonează de rușine că părintele îi e un escroc, nu o iartă nici el pentru denunț, de care a aflat ulterior.
Iasmina se întoarce la Ginger și îi spune că se mărită cu Dwight, și că va pleca imediat din apartamentul ei. Filmul se termină cu Iasmina șezând pe o bancă în parc, tremurând și vorbind singură, disperată, într-o situație din care nu vede nici o posibilitate de ieșire.

## Distribuție
- Alec Baldwin ca Harold "Hal" Francis
- Cate Blanchett ca Jeanette "Jasmine" Francis
- Bobby Cannavale ca Chili, logodnicul lui Ginger și mecanic auto
- Louis C.K. ca Al, iubigul lui Ginger
- Andrew Dice Clay ca Augie, fostul soț al lui Ginger
- Sally Hawkins ca Ginger, sora lui Jasmine
- Peter Sarsgaard ca Dwight Westlake, diplomat bogat și politician aspirant
- Michael Stuhlbarg ca Dr. Flicker[5]
- Tammy Blanchard ca Jane
- Max Casella ca Eddie
- Alden Ehrenreich ca Danny Francis, fiul lui Hal

## Legături externe
- Blue Jasmine la CineMagia
- Site web oficial
- Blue Jasmine la Internet Movie Database
- Blue Jasmine la Box Office Mojo
- Blue Jasmine la Rotten Tomatoes
- Blue Jasmine la Metacritic

## Vezi și
- A 71-a ediție a Premiilor Globul de Aur